# Tomiki Kenji
Tomiki Kenji (jap. 富木 謙治; * 15. März 1900 in Kakunodate (heute: Semboku), Präfektur Akita; † 25. Dezember 1979) war ein japanischer Aikidō-Lehrer und Gründer des Shōdōkan-Stils, welcher deswegen oft als „Tomiki-Aikidō“ bezeichnet wird.
Tomiki war Schüler des Judo-Begründers Kanō Jigorō und gehörte später zur ersten Generation von Schülern des Aikidō-Gründers Ueshiba Morihei. 1929 vertrat er die Präfektur Miyagi im ersten vor dem Kaiser ausgetragenen Judo-Wettkampf, der im folgenden Jahr zum jährlichen stattfinden All Japan Tournament wurde.
Von 1936 bis zum Ende des Zweiten Weltkrieges lebte Tomiki in Mandschukuo, wo er Aikibudo (der alte Name für Aikidō) unterrichtete. In 1938 wurde er Assistenz-Professor der Kenkoku-Universität in Mandschukuo. 1942 erlangte er den 8. Dan im Aikidō. Nachdem er aus der dreijährigen Kriegsgefangenschaft in der Sowjetunion zurückgekehrt war, unterrichtete er für viele Jahre sowohl Aikidō als auch Judo an der Waseda-Universität. Hier entwickelte Tomiki sein Konzepte bezüglich Kata, Ausbildungsmethoden und eine bestimmte Form des Freistilkampfes (Randori), der ihn in Widerspruch zu vielen anderen Aikidōstilen setzte. Im Jahre 1964 bekam er vom Kodokan den 8. Dan im Judo verliehen.
1974 gründete er die Japan Aikido Association (JAA), um seine Theorien zu fördern. Bereits 1967 gründete er in Osaka den Honbu Dōjō und nannte seinen Stil Shōdōkan-Aikidō.
Durch zahlreiche Auslandsreisen verbreitete er Shōdōkan-Aikidō auch in den USA, Australien und Europa.